# Герцог Глостерский
Герцог Глостерский или Глостер (англ. Duke of Gloucester) — титул некоторых младших принцев английского (позже — британского) королевского дома.

## История
Впервые титул герцога Глостерского был создан 6 августа 1385 года королём Ричардом II для своего дяди — Томаса Вудстока, графа Бекингема, который был самым младшим (седьмым по рождению, но пятым из выживших) сыновей короля Эдуарда III. Позже герцог был одним из лидеров лордов-апеллянтов — представителей высшей знати, на некоторое время фактически отстранивших Ричарда II от власти. Но после того как королю удалось вернуть себе полноту власти, он разделался с оппонентами. Томас Вудсток был заключён в тюрьму в Кале, где и умер при загадочных обстоятельствах. И современники, и современные историки убеждены, что герцог был убит по приказу Ричарда II. Позже герцога признали виновным в государственной измене, а его владения и титулы были конфискованы. Единственному сыну Томаса было позволено унаследовать только титул графа Бэкингема.
Позже титул герцога Глостерского неоднократно воссоздавался для представителей английской (позже британской) королевской семьи. Одним из носителей титула (в 1461—1483 годах) был будущий король Ричард III.
Последний раз титул был создан в 1928 году королём Георгом V для своего третьего сына Генри (1900—1974). В настоящее время титулом владеет сын последнего, Ричард, герцог Глостерский.
Резиденция герцога Глостерского — Кенсингтонский дворец.

## Герцоги Глостерские
- 1385—1397: Томас Вудсток (7 января 1355 — 8 сентября 1397), 1-й граф Бекингем с 1377 года, граф Эссекс с 1380 года, герцог Глостерский с 1385 года, младший (восьмой) сын английского короля Эдуарда III. Убит, вероятно, по приказу его племянника Ричарда II[1][2].
- 1414—1447: Хамфри Ланкастерский (3 октября 1390 — 23 февраля 1447), герцог Глостерский и граф Пембрук с 1414 года, граф Голландии, Зеландии и Геннегау (по праву жены) в 1423—1428 годах, титулярный граф Фландрии с 1436 года, лорд-протектор Англии в 1422—1429 годах, сын короля Англии Генриха IV. После смерти своего старшего брата Генриха V с 1422 года управлял государством за малолетнего Генриха VI, сначала совместно с герцогом Бедфордом, а с 1435 года — один. После женитьбы короля на Маргарите Анжуйской, Глостер, по наущениям её фаворита, графа Суффолка, был обвинён в государственной измене, арестован и через несколько дней найден мёртвым в постели[3][4].

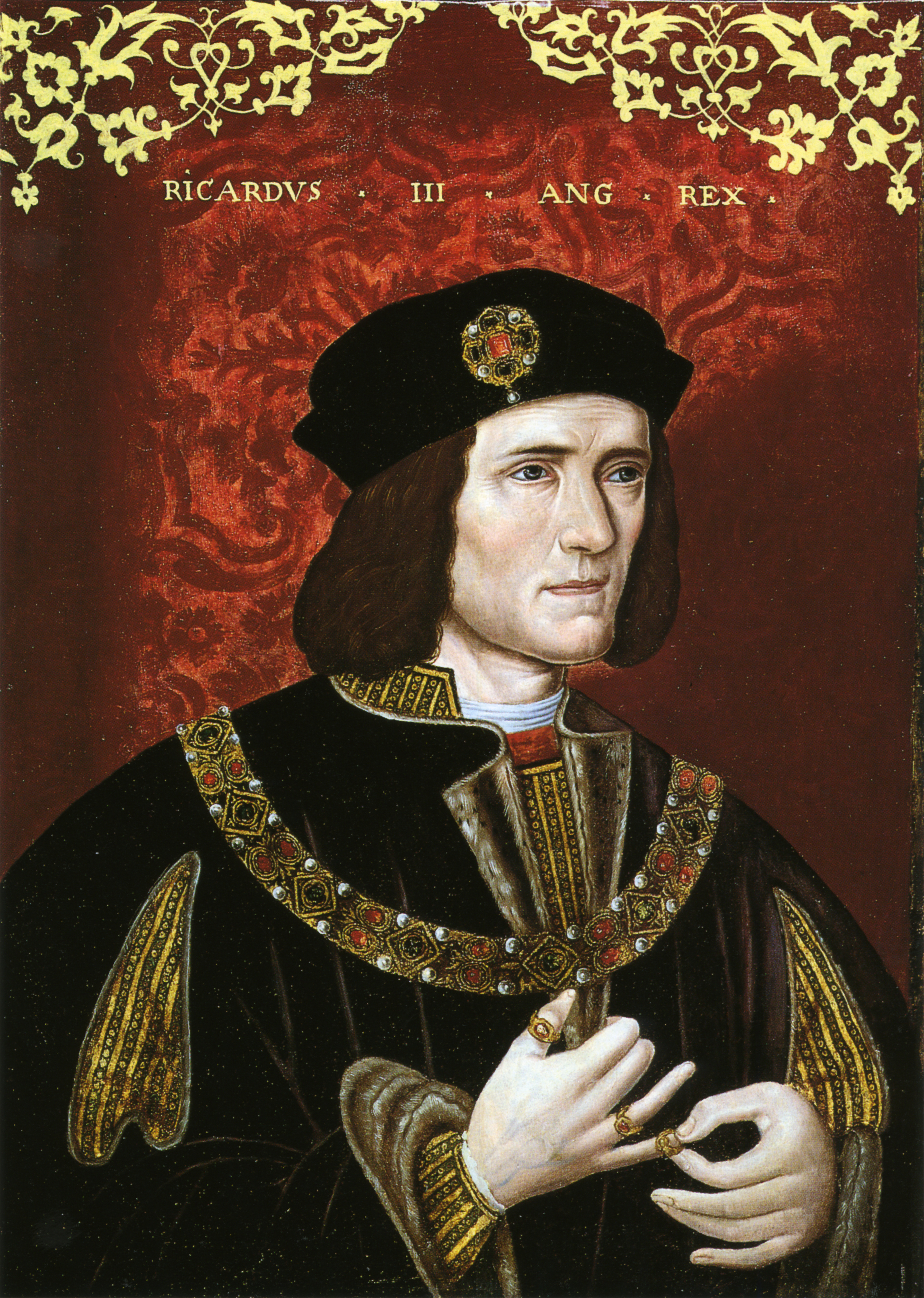
Король Ричард III носил титул герцога Глостерского с 1461 года до своего вступления на трон в 1483 году

- 1461—1483: Ричард Йоркский (1452—1485), герцог Глостерский в 1461—1483 годах, младший сын Ричарда Плантагенета, 3-го герцога Йоркского, младший брат короля Эдуарда IV; в 1483 году стал королём под именем Ричарда III[5][6].
- 1659—1660: Генри Отлендский (8 июля 1640 — 13 сентября 1660), герцог Глостерский и Кембриджский с 1659 года, младший сын короля Англии Карла I, по приказанию Кромвеля воспитан на острове Уайт и отправлен затем в Голландию; последовал за своим братом Карлом II в Англию, но вскоре умер от оспы[7][8].
- 1689—1700: Уильям Генри (24 июля 1689 — 30 июля 1700), герцог Глостерский с 1689 года, сын королевы Анны и Георга Датского — единственный их ребёнок, переживший младенческий возраст. Получил титул сразу же после рождения, хотя его воссоздание так и не было официально оформлено. По мнению современных исследований болел гидроцефалией. Умер в возрасте 11 лет от оспы[9][10]. Его смерть, оставившая протестантскую линию Стюартов без наследников, ускорила принятие Акта об устроении 1701 года, призвавшего на престол Ганноверскую династию. Вильгельм имел титулование герцога Глостерского, но официально герцогство ему не присваивалось.
- 1717—1726: Фредерик Льюис (20 января 1707 — 20 марта 1751), герцог Глостерский в 1717—1726 годах, герцог Эдинбургский, маркиз Или, граф Элтем[англ.], виконт Лонстон[англ.] и барон Сноудон с 1626 года, герцог Корнуолльский и герцог Ротсей с 1727 года, принц Уэльский и граф Честер с 1729 года, сын Георга II и отец Георга III. При жизни деда, короля Георга I, титуловался как «герцог Глостерский», но официально титул для него не воссоздавался. После смерти деда стал наследником британского престола, но умер раньше отца[11][12].
- 1764—1805: Уильям Генри (14 ноября 1743 — 25 августа 1805), 1-й герцог Глостерский, 1-й герцог Эдинбургский и 1-й граф Коннаут с 1776 года, сын предыдущего, младший брат короля Георга III. Его тайная женитьба на овдовевшей графине Вальдерграве вызвала в парламенте много дебатов. Британский фельдмаршал (1793)[13][14].
- 1805—1834: Уильям Фредерик(15 января 1776 — 30 ноября 1834), 2-й герцог Глостерский, 2-й герцог Эдинбургский и 2-й граф Коннаут с 1805 года, сын предыдущего, был женат на Марии, дочери Георга III. Британский фельдмаршал (1816)[15][16].
- 1928—1974: принц Генри Уильям Фредерик Альберт Виндзор (31 марта 1900 — 10 июня 1974), 1-й герцог Глостерский, 1-й граф Ольстер и 1-й барон Каллоден с 1928 года, генерал-губернатор Австралии в 1945—1947 годах, сын короля Великобритании Георга V[17][18].
- с 1974: принц Ричард Александер Уолтер Джордж Виндзор (родился 26 августа 1944), 2-й герцог Глостерский, 2-й граф Ольстер и 2-й барон Каллоден с 1974 года, 2-й сын предыдущего[19].

## Линия преемственности титула
- Александр Патрик Грегерс Ричард (родился 24 октября 1974), граф Ольстерский, единственный сын герцога Ричарда, наследник титула[20].
- Ксан Ричард Андерс Виндзор (родился 12 марта 2007), лорд Каллоден, сын предыдущего[21].